# Métro de Glasgow
Le métro de Glasgow (Glasgow Subway), en Écosse, est constitué d'une ligne circulaire qui entoure le centre-ville et s'étend au nord et au sud de la rivière Clyde. Cette ligne unique en boucle de 10,5 km avec ses 15 stations est intégralement souterraine. Le dépôt de maintenance est toutefois en surface. C'est l'un des rares chemins de fer au monde à disposer d'un écartement de voie de 1 219 mm. Il est unique en ce sens que chacune des voies de circulation des trains est incluse dans son tunnel propre car, avec un diamètre de 3,35 m, le tunnel est également inhabituellement étroit. Les stations utilisent différentes configurations de plates-formes en station. Initialement chemin de fer à câbles, les trains du métro furent électrifiés en 1935, le métro fut modernisé en 1977-1980. Une nouvelle rénovation a eu lieue en 2023-2024 avec le déploiement de nouvelles rames. L'exploitant actuel est le Strathclyde Partnership for Transport (SPT).

## Historique du projet
Le métro n’est pas la plus ancienne ligne de chemin de fer souterraine de Glasgow : cette distinction revient à une section de 5 km du Glasgow City and District Railway ouvert en 1863, qui fait maintenant partie de la ligne North Clyde du réseau de trains de banlieue. Une autre section importante de la ligne de chemin de fer de banlieue souterraine à Glasgow est la ligne Argyle, qui faisait autrefois partie du Glasgow Central Railway.
Le projet d’un métro à Glasgow naquit en 1887 à l’initiative d’un groupe de citoyens qui proposèrent tout d’abord une ligne nord-ouest vers le centre. Mais c’est un nouveau plan pour une ligne circulaire qui fut approuvé par la ville en 1890. Le 4 août 1890, la reine Victoria signe la loi sur le métro du District de Glasgow.

## Construction du métro
La « Compagnie du métro du district de Glasgow » a commencé la construction du métro en mars 1891 à St Enoch Square. William Tait était l'assistant du projet.
Une grande partie du sous-sol de Glasgow est constituée d’argile, mais autour de la rivière Clyde il devient sableux et saturé d’eau. Les méthodes de construction s’adaptèrent à la nature du sous-sol rencontré. Ce fut la méthode de tranchée couverte qui fut le plus largement utilisée. Les rochers furent dynamités. La nature du sol granitique très dur et la présence d'anciennes mines expliquent l'étroitesse du gabarit. Le gabarit nominal du tunnel, de 3,35 m, est plus étroit encore que celui du métro londonien et ne peut contenir qu'une seule voie de circulation des trains. Le système se compose donc de deux tunnels, le cercle extérieur et le cercle intérieur. Les tunnels sont séparés par un espace d’au moins 0,76 m. La profondeur maximale des tunnels est de 35 mètres. Sous la rivière, il est de 17 mètres au-dessous du niveau de l’eau.  Outre la dimension inhabituelle du tunnel, les difficultés de percement expliquent le choix de la dimension inhabituellement étroite de l'écartement des voies : 1,219 m.
Les 15 stations disposèrent d’une plateforme centrale de 36 mètres de long et de 4,6 m. de large, insérées dans des tunnels de 8,5 m. Des escaliers permettent d’aller et venir jusqu’aux guichets et à la surface.
Le métro de Glasgow fut inauguré le 14 décembre 1896. Le jour même de l'ouverture, une voiture en a heurté une autre sous la rivière Clyde. Cela entraîna la fermeture du métro jusqu'au 21 janvier 1897. Parmi les plus anciens réseaux de métro, celui de Glasgow est le troisième d'Europe après ceux de Londres et de Budapest.

## Un métro à câble (1896 - 1935)

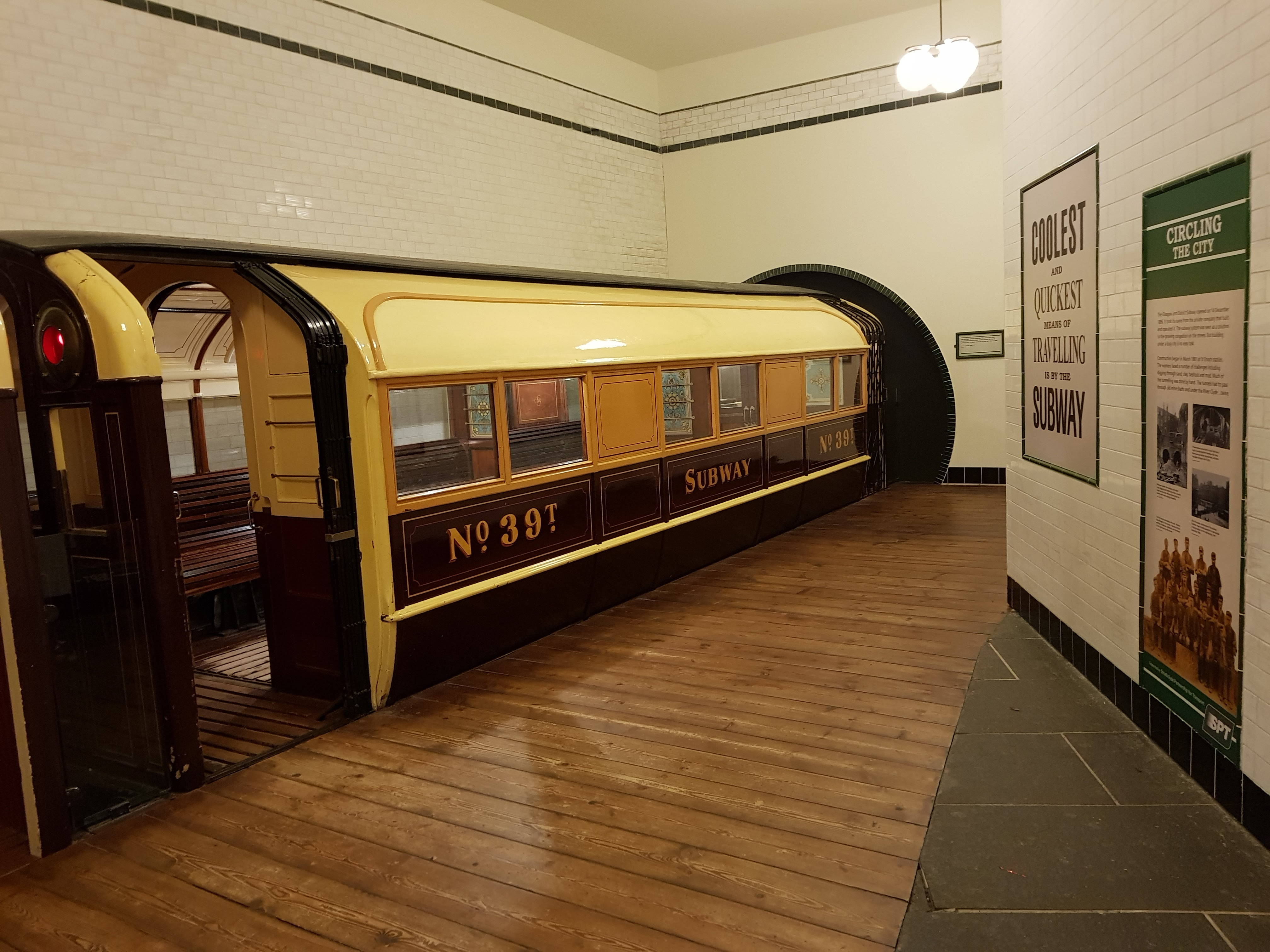
Voiture de 1ère génération exposée au Riverside Museum.

La ligne circulaire, qui n'a jamais été modifiée depuis l'ouverture, totalise 10,4 km et passe deux fois sous le fleuve Clyde. Sa configuration est unique parce que ses deux voies sont chacune insérée dans un tunnel distinct, sans connexion, n’aboutissant jamais à la surface. Les trains s’immobilisent pour la nuit sur les voies de circulation et, pour leur maintenance, sont soulevés par des grues jusqu’au dépôt en surface.
À l'origine, les trains du métro de Glasgow étaient tractés par câbles, un pour chaque direction, avec un système de pince venant agripper le câble, comparable à celui des Cable Cars de San Francisco ou de l'ancien tramway funiculaire de Belleville, à Paris. Les câbles étaient tirés à partir d'une centrale à vapeur située entre les stations West Street et Shields Road. Deux machines de 1 500 chevaux-vapeur actionnaient les deux câbles en continu.
Les trains étaient composés de deux véhicules, le premier disposant d’une pince serrant le câble tracteur. La pince était libérée lorsque le train devait s’arrêter. La totalité du parcours durait 38 minutes.
Pour atteindre le dépôt, les trains étaient hissés par une grue opérant au-dessus d'une fosse dans les ateliers de Govan.
Lorsque le métro a été inauguré, les trains étaient constitués d'une voiture double à quatre essieux. Les vingt voitures en bois d'origine furent construites par la Metropolitan Cammel Carriage & Wagon Company, qui en fournit dix autres en 1897. À partir de 1898, 30 véhicules, plus courts que les précédents, sans mécanisme de préhension de câble (remorques), furent ajoutés en renfort, afin de constituer trente rames de deux véhicules.
Ce système fonctionnait correctement, mais des pertes financières croissantes obligèrent les promoteurs à en arrêter l’exploitation en 1921. La municipalité racheta la ligne en 1922 et l'exploitation du métro passa à la société d'exploitation du tramway de la ville.
En 1934, le trafic de la ligne atteignait 14 millions de passagers par an.
Jusqu'à la modernisation de 1977, les trains dataient toujours de 1896/1898. La voiture de queue pouvait être empruntée par les fumeurs. Les usagers montaient par la porte du milieu et sortaient par la porte avant (pour la voiture de tête) ou par la porte arrière (pour la voiture de queue).

## L'ère de l'électrification (1935 - 1977)
La Municipalité commença assez tôt à envisager l'électrification des véhicules du métro en remplacement du système à câble. Une expérimentation avec un véhicule sur la ligne intérieure fut réalisée en 1932. L'électrification de tout le métro fut autorisée en avril 1933. Ce fut tout d’abord la ligne intérieure qui fut électrifiée en mars 1935, puis ce fut au tour de la ligne extérieure en décembre 1935. Désigné sous le terme de « Glasgow Subway Railway », le métro fut rebaptisé « Glasgow Underground » en février 1936.
L’écartement étroit de la voie ne permet pas d’adopter les gros moteurs électriques dans des véhicules étroits, ce qui imposa d’équiper un des deux véhicules de chaque train de deux moteurs de tramway de 60 chevaux-vapeur sur chaque bogie. L’électricité est fournie par un troisième rail sous tension 600 V d.c. mais en raison du faible espace entre les rails, il a fallu fixer le rail conducteur de manière inhabituellement haute.
L’utilisation de traverses en acier a empêché la signalisation par circuits de voie, mais la signalisation fut obtenue grâce à un conducteur monté sur la paroi du tunnel. Quand le train passait sur une section du tunnel, les feux indiquaient au train suivant l’occupation de la section. Ce circuit électrique était doublé par un dispositif mécanique. Les trains étaient équipés d’un système d’arrêts de train automatique.
Les trains ont été modernisés en 1935, lors de l'électrification. Le tour complet du circuit de 10,4 km est effectué en 28 minutes.
Les 15 stations ont été conçues avec un quai central pour les deux directions, si bien que les trains n'ont de portes que d'un côté.
Au cours de la Seconde guerre mondiale une bombe fit arrêter le service pendant quatre mois à partir de septembre 1940.
La fréquentation maximale a été enregistrée en 1953 avec 35 millions de passagers dans l’année.

## La modernisation (1977 - 1980)

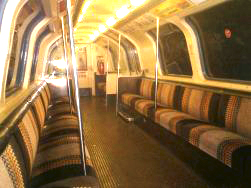
Intérieur d'une rame de seconde génération.

En 1965, la ligne transportait 27 millions de passagers par an dans des trains de deux véhicules roulant avec des intervalles de trois minutes aux heures de pointe. Le métro ne disposait que de 24 trains de deux caisses.
Dans les années 1970, le métro, en particulier le matériel roulant, donne des signes évidents d’usure et d’obsolescence. Les pannes étant nombreuses et les réparations longues, la fréquentation chute à 7 millions de voyageurs par an.
Des fissures furent constatées en mars 1977 dans la voûte de la station de Govan Cross (aujourd'hui Govan). Les pannes devenaient de plus en plus fréquentes, et un seul train bloqué pouvait arrêter tout le réseau. Une rénovation radicale a donc été entreprise : le réseau fut fermé en mai 1977 pour une rénovation totale.

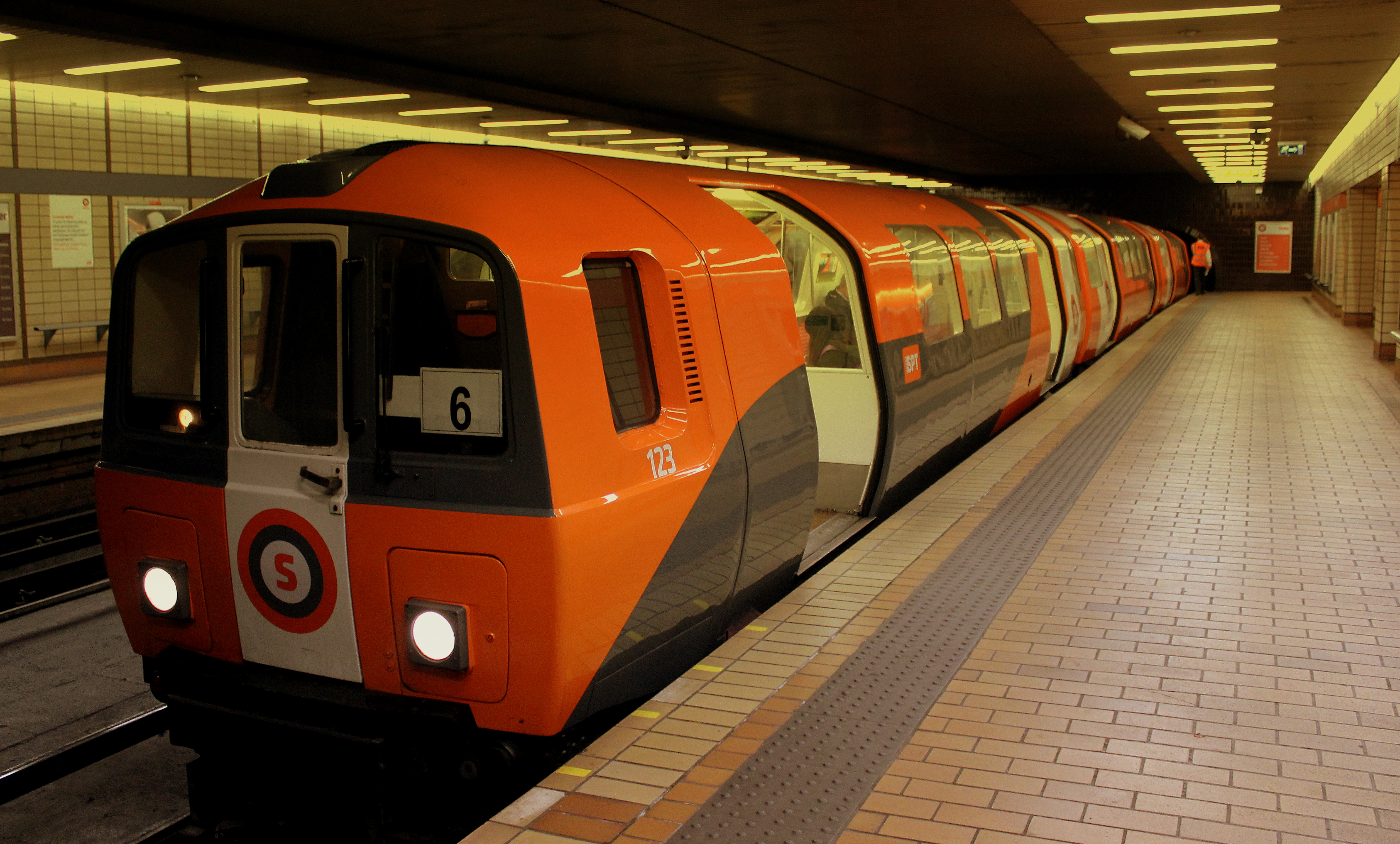
Rame de seconde génération à la station Buchanan Street.

La station Govan et plusieurs autres furent reconstruites, les tunnels rénovés et la station Merkland Street a été fermée définitivement. Une nouvelle station, Partick, fut aménagée quelques centaines de mètres plus loin pour assurer la correspondance avec le réseau ferroviaire de surface.
Plusieurs stations à quai central unique se sont vu ajouter un second quai latéral ou bien furent reconstruites dans une configuration classique à deux quais latéraux, afin de disposer d'un quai pour chaque direction et de diminuer leur saturation à l'arrivée des rames. Les plates-formes ont un quai central dans neuf stations, des quais latéraux dans trois stations, et trois d'entre elles ont un quai central et un quai latéral. Neuf stations sont équipées d'escaliers mécaniques et une station de trottoirs roulants.
Une nouvelle alimentation électrique a été fournie par la Westinghouse Electric Corporation. Une voie plus moderne a été installée, avec le même écartement.
Le dépôt et le centre de contrôle sont situés à Govan. La fosse permettant de lever des trains jusqu'à la surface a été remplacée par une rampe remontant jusqu'au sol pour atteindre le dépôt de maintenance de Broomloan Road (situé en surface, entre les stations Govan et Ibrox). Les trains sortent ainsi du système de tunnels à des fins d'ingénierie, de nettoyage ou de stockage.
L'installation d’un réseau de télévision en circuit fermé  dans la nouvelle salle de contrôle permet de surveiller les stations et les issues de secours en cas d'incendie, garantissant un bon niveau de sécurité du métro. Tous les espaces sont surveillés par des caméras de vidéosurveillance et disposent d'un haut niveau d'éclairage.
Un nouveau système de billetterie, fourni par Crouzet, avec des distributeurs automatiques de billets et des barrières automatiques à tourniquet, a remplacé le système des billets à poinçonner. Ces tickets ont été depuis remplacés par un système de cartes magnétiques.
La nouvelle flotte du métro comprend 33 voitures motrices, 12,58 m. de long et de 2,34 m. de large, construites par Metro Cammell en 1978/1979 dans son usine de Birmingham et équipées de moteurs électriques GEC. La composition des trains fut de deux ou trois voitures selon les heures. La capacité d'un véhicule est de 90 passagers dont 38 voyageurs assis. Leur vitesse maximale est de 54 km/h ; la vitesse commerciale est de 29 km/h. Les trains sont à fonctionnement automatique, le conducteur n’étant responsable que de la fermeture des portes en appuyant sur un bouton de démarrage en mode de fonctionnement normal.
Le métro a été rouvert au public le 16 avril 1980.

## Nouvelle modernisation (2023 - 2024)

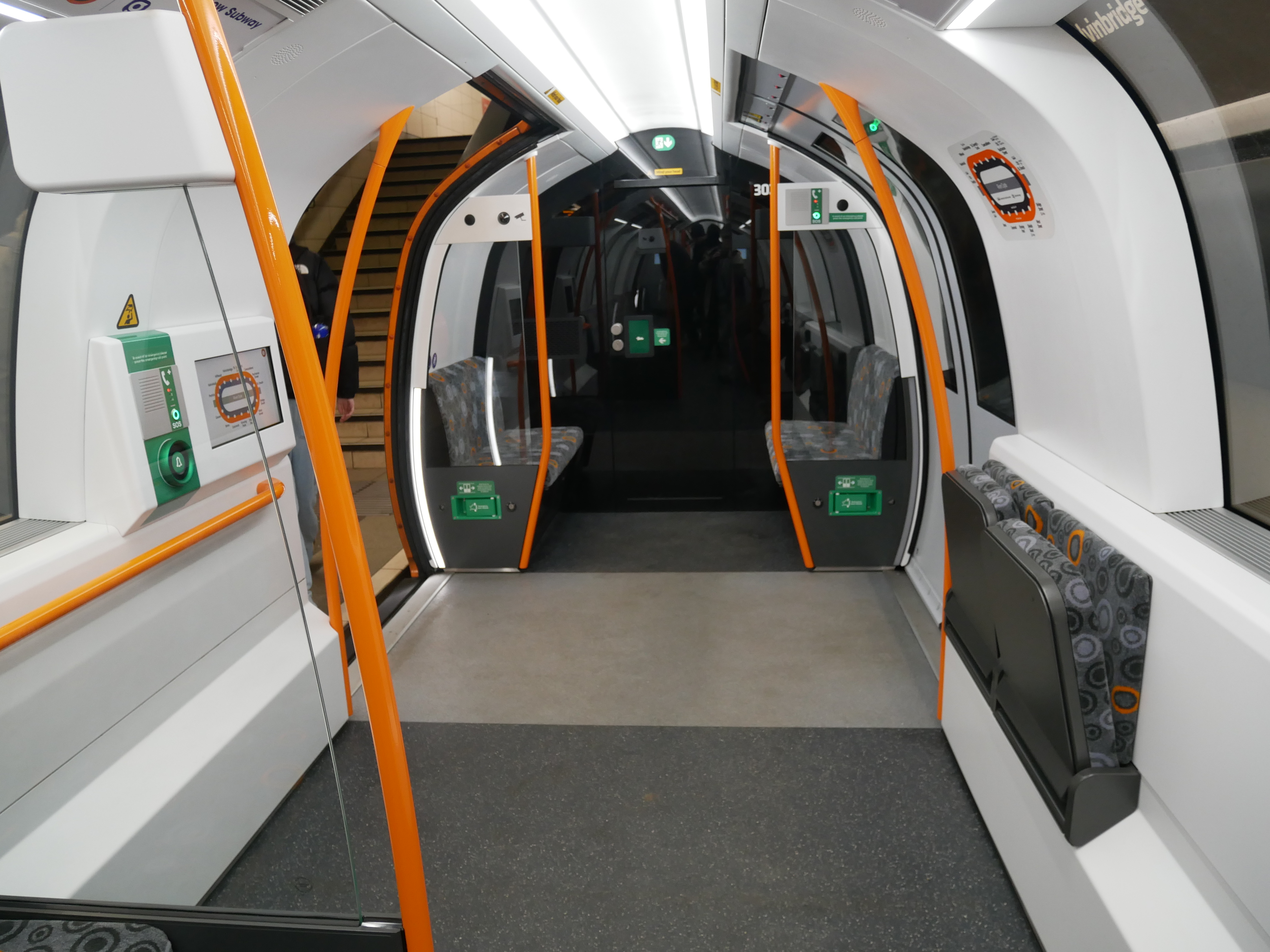
Intérieur d'une rame de troisième génération

En 2005, SPT lance des études pour une modernisation et une extension d’un système qui depuis sa création ne l’avait jamais été. En 2007, SPT annonce que les plans recommandés par son consultant Atkins proposent dix scénarios allant de la fermeture du métro jusqu'à son extension massive. L'option prioritaire conduisait à une rénovation majeure du matériel roulant et des gares existantes.
En avril 2010, le Strathclyde Partnership for Transport proposa la mise en œuvre du projet prioritaire de modernisation pour 290 millions de livres sterling. Ce programme, qui fut approuvé par le gouvernement écossais en mars 2011, inclut une billettique intégrée, de nouveaux trains sans conducteur, une signalisation améliorée avec automatisation, la rénovation de toutes les stations de métro, notamment en les rendant plus accessibles et plus sûres grâce aux portes palières en station. Le plan se traduit par une réduction du personnel d'exploitation de 65 postes, l'effectif passant à 258 employés. Le programme peut être lancé après que le financement eût été finalisé. En mai 2012, Strathclyde Partnership for Transport a désigné Systra en tant que conseiller technique pour l'acquisition de nouveaux trains, systèmes de signalisation et de contrôle des trains en vue de la modernisation du métro.
Une commande de 17 rames automatiques à gabarit et écartement adaptés a été passée en mars 2016 auprès d'un consortium formé des constructeurs Stadler, et Ansaldo STS pour 203 millions de livres. Les nouvelles rames garderont les caractéristiques essentielles des anciennes, mais ce sont des trains de quatre véhicules de 39,24 m de longueur. La livraison de ces nouvelles rames devrait coïncider avec le basculement en mode entièrement automatique prévu pour 2020.
La première rame fut délivrée en mai 2019 mais les premiers essais ne débutèrent qu'en décembre 2021. Alors qu'il était prévu que l'utilisation ait lieue en 2022, le premier train à être mis en service pour les passagers a finalement circulé le 11 décembre 2023. L'équipement complet de la ligne est achevé le 28 juin 2024 avec la suppression de la dernière rame de seconde génération.

## Tracé et stations

### Liste des stations

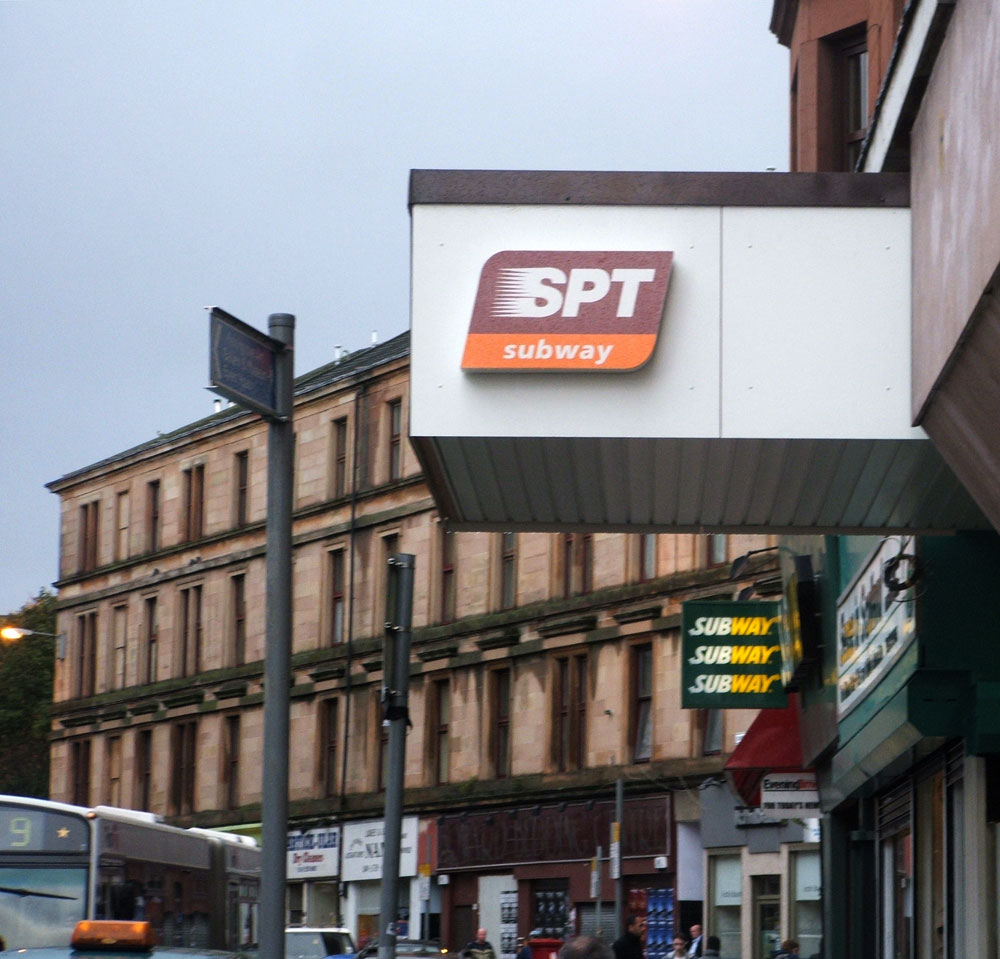
Entrée de la station Kelvinhall

Les stations sont classées dans le sens des aiguilles d'une montre, en commençant par le nord :
- Hillhead ;
- Kelvinbridge, à proximité du pont du même nom ;
- St. George's Cross ;
- Cowcaddens ;
- Buchanan Street, à proximité de la gare de Queen Street ;
- St. Enoch, à proximité de la gare centrale ;
- Bridge Street ;
- West Street ;
- Shields Road ;
- Kinning Park ;
- Cessnock ;
- Ibrox (Copland Road avant 1977) ;
- Govan (Govan Cross avant 1977) ;
- Partick (Merkland Street avant 1977), correspondance avec les trains nationaux ;
- Kelvinhall (Partick Cross avant 1977).

## Le matériel roulant
| Matériel        | Période de service | Constructeur                                 | Nombre de rames fabriquées | Nombre de voitures par rame | Illustration |
| --------------- | ------------------ | -------------------------------------------- | -------------------------- | --------------------------- | ------------ |
| 1ère génération | 1896 - 1977        | Hurst, Nelson and Company                    | 30                         | 2                           |              |
| 2ème génération | 1980 - 2024        | Metropolitan Cammel Carriage & Wagon Company | 33                         | 3                           |              |
| 3ème génération | 2023 - présent     | Stadler Rail                                 | 17                         | 4                           |              |

## Le métro après la modernisation
Dès la réouverture, la fréquentation du métro passe à 12 millions en 1981, atteignant 14 millions de voyageurs au cours des années suivantes. L’intervalle des trains est de 4 minutes aux heures d’affluence et de 6 minutes en heures creuses. Le métro fonctionne alors de 5 h 30 à 22 h 45 sauf le dimanche. L'ouverture du métro le dimanche fut réalisée à partir de 1988.
Huit voitures non motorisées (remorque) supplémentaires ont été achetées à Hunslet TPL avec des bogies et des caisses construites à Leeds et montés dans l’usine Hunslet Barclay à Kilmarnock en 1992. Chaque ensemble de trois voitures a une capacité estimée de 165 voyageurs dont 112 places assises. Avec ces nouveaux trains, le temps de parcours du circuit complet passe à 24 minutes. Les 33 motrices seront  remises à neuf par Adtranz Derby entre 1993 et 1995. Les huit véhicules non motorisés furent remis en neuf par Alstom en 2007-2008.
La plupart des trains sont composés de trois voitures avec une voiture motrice à chaque extrémité et une remorque ou une voiture motorisée au centre. Pour le service aux heures de pointe, 12 trains sont nécessaires, ce qui signifie qu’un seul train peut être hors service pour révision ou maintenance.
À l'occasion de centenaire du métro, un programme de resignalisation et d'automatisation fut mis en place en 1996. Mais cette modernisation du système de signalisation se heurta à des "difficultés techniques". Le Strathclyde Passenger Transport confia en août 2000 à Mott MacDonald la conception, l’installation et la mise en service de la mise à niveau technologique de son système automatique de contrôle des trains pour une mise en service complète en 2003. Les trains sont en fonctionnement automatique : les conducteurs n'ont pour rôle, en mode normal, que d'actionner les portes et redémarrer le train.
Le métro reprit officiellement son nom de Subway en 2003.
De nouveaux panneaux indicateurs électroniques ont été installés dans les stations en 2008.
La modernisation de la station de Partick, achevée en 2009, a abouti à un réaménagement complet de la gare, qui abrite une gare de chemin de fer, une station de métro et un terminal de bus à l'extérieur.
Pour faire fonctionner le métro, le personnel est composé, en 1997, de 330 personnes dont 120 dans les équipes en stations, 40 conducteurs, 20 inspecteurs et contrôleurs, 120 employés dans les équipes de maintenance et 30 dans l'administration et l’ingénierie.

## Le métro de demain
Actuellement, le métro circule de 06 h 30 à 23 h 40 du lundi au samedi et de 10 h 00 à 18 h 12 le dimanche. Mais la fréquentation du métro stagne autour de 14 millions de passagers par an, ce qui reste une fréquentation relativement faible.

### Projets d'extension et de nouvelles lignes
Bien que le métro de Glasgow soit un des plus vieux du monde, il n'a jamais fait l'objet d'extensions du fait du passé minier de la ville rendant les sous-sols instables et le creusement de tunnels cher et dangereux. Cependant, des projets d'extension ont souvent été proposés, dès les années 1930. La construction d'une nouvelle ligne également circulaire (Eastern Circle Line) vers le quartier de l'East End à l'occasion des Jeux du Commonwealth que la ville a accueillis en 2014, fit d'ailleurs partie des options proposées par l'étude de 2007 et retenue par SPT en 2010. Le coût du projet se montait à 2,3 milliards de livres. La réouverture d'une ligne ferroviaire souterraine vers le Nord de la ville avait aussi été envisagée. Ces projets ne furent pas acceptés pour des raisons budgétaires.
Depuis 2016, de plus en plus de voix s'élèvent, demandant notamment la réalisation de la ligne vers l'East End ainsi que d'autres lignes. Une campagne en faveur de l'extension du réseau ainsi qu'une pétition ont d'ailleurs été lancées sur internet.

### Projets Crossrail Glasgow et Rail Airport Link
Un projet indépendant du métro, le Crossrail Glasgow est proposé depuis de nombreuses années. Sur le modèle du Crossrail londonien ou du RER parisien cette nouvelle ligne comprendrait un nouveau tronçon presque entièrement souterrain sous le centre de la ville. Il permettrait l'interconnexion des trains de banlieue du Nord et du Sud de Glasgow via le centre-ville ainsi que des trajets plus rapides pour les trains régionaux reliant le Sud et le Nord de l'Écosse, les gares terminales de la ville n'étant actuellement pas reliées entre elles, ce qui nécessite un long détour via une ligne de ceinture.
Si ce projet se concrétisait une correspondance métro-Crossrail serait mise en place à West Street. Deux autres nouvelles stations sont également prévues. La réalisation du projet annoncée pour 2010 a été reportée sine die.
Un projet de liaison entre la ville et l'aéroport fut également proposé au début de ce siècle, mais abandonné en 2009. Une tentative de réactualisation de ce projet existe. Un projet de tram-train a été approuvé en décembre 2016. Les travaux devraient démarrer en 2021 pour une ouverture en 2025.

## Autour du métro
Dans le langage des dépliants touristiques et des journalistes, le métro de Glasgow est souvent appelé The Clockwork Orange (« L'Orange mécanique »), en référence à la livrée des rames et par allusion au célèbre roman d'Anthony Burgess et au film qui en a été tiré. Il semble en fait que les Glaswégiens n'utilisent pratiquement jamais cette expression, ils préfèrent appeler leur métro le Subway (comme à New York) ou, moins communément, Underground (comme à Londres), ou de manière informelle le Chougle.
Dans les années 1950, les acteurs Jack Milroy et Rikki Fulton, de même que les duettistes comiques Francie and Josie, chantent une chanson dédiée au métro de Glasgow avant la modernisation, écrite et composée par Cliff Hanley sous le titre The Glasgow Underground.